# Hemisphaerius submarginalis
Hemisphaerius submarginalis är en insektsart som beskrevs av Walker 1870. Hemisphaerius submarginalis ingår i släktet Hemisphaerius och familjen sköldstritar. Inga underarter finns listade i Catalogue of Life.